# Alxion
Alxion (altgriechisch Ἀλξίων Alxíon) ist eine Person der griechischen Mythologie.
Er wird nur bei Pausanias als Vater des Königs von Pisa Oinomaos genannt, als dessen Vater für gewöhnlich der Kriegsgott Ares gilt. Eduard Thraemer vermutete, dass der Name Alxion auf einen alten pisatischen Beinamen des Ares zurückgeht.